# Goodrich (efternamn)
Goodrich är ett engelskt efternamn, som burits av bland andra:
- Chauncey Goodrich (1759–1815), senator från Connecticut
- Edwin Stephen Goodrich (1868–1946), engelsk zoolog
- Frances Goodrich (1891–1984), amerikansk dramatiker
- James P. Goodrich (1864–1940), en amerikansk republikansk politiker
- Samuel Griswold Goodrich (1793–1860), amerikansk författare, känd under pseudonymen Peter Parley
- Thomas Goodrich (död 1554), engelsk kyrkoman